# Глободер
Глободер је насељено место у близини града Крушевца у Расинском округу. Према попису из 2022. има 1163 становника (према попису из 2011. било је 1390 становника).
Овде се налази Запис храст код цркве (Глободер).

## Демографија
У насељу Глободер живи 1393 пунолетна становника, а просечна старост становништва износи 46,6 година (45,6 код мушкараца и 47,4 код жена). У насељу има 464 домаћинства, а просечан број чланова по домаћинству је 3,57.
Ово насеље је великим делом насељено Србима (према попису из 2002. године), а у последња три пописа, примећен је пад у броју становника.
|  |

| Демографија | Демографија | Демографија |
| Година      | Становника  | Становника  |
| ----------- | ----------- | ----------- |
| 1948.       | 2.140       |             |
| 1953.       | 2.217       |             |
| 1961.       | 2.194       |             |
| 1971.       | 2.392       |             |
| 1981.       | 2.020       |             |
| 1991.       | 1.933       | 1.767       |
| 2002.       | 1.656       | 1.856       |
| 2011.       | 1.390       |             |
| 2022.       | 1.163       |             |

| Етнички састав према попису из 2002.‍ | Етнички састав према попису из 2002.‍ | Етнички састав према попису из 2002.‍ | Етнички састав према попису из 2002.‍ | Етнички састав према попису из 2002.‍ |
| ------------------------------------ | ------------------------------------ | ------------------------------------ | ------------------------------------ | ------------------------------------ |
|                                      |                                      |                                      |                                      |                                      |
| Срби                                 | Срби                                 |                                      | 1.616                                | 97,58%                               |
| Југословени                          | Југословени                          |                                      | 4                                    | 0,24%                                |
| Црногорци                            | Црногорци                            |                                      | 3                                    | 0,18%                                |
| Македонци                            | Македонци                            |                                      | 1                                    | 0,06%                                |
| непознато                            | непознато                            |                                      | 32                                   | 1,93%                                |

| Година пописа     | 1948. | 1953. | 1961. | 1971. | 1981. | 1991. | 2002. |
| ----------------- | ----- | ----- | ----- | ----- | ----- | ----- | ----- |
| Број домаћинстава | 420   | 459   | 490   | 567   | 510   | 485   | 464   |

| Број чланова      | 1  | 2   | 3  | 4  | 5  | 6  | 7  | 8  | 9 | 10 и више | Просек |
| ----------------- | -- | --- | -- | -- | -- | -- | -- | -- | - | --------- | ------ |
| Број домаћинстава | 75 | 123 | 53 | 52 | 57 | 69 | 20 | 11 | 2 | 2         | 3,57   |

| Пол    | Укупно | Неожењен/Неудата | Ожењен/Удата | Удовац/Удовица | Разведен/Разведена | Непознато |
| ------ | ------ | ---------------- | ------------ | -------------- | ------------------ | --------- |
| Мушки  | 683    | 132              | 484          | 50             | 15                 | 2         |
| Женски | 772    | 109              | 501          | 143            | 18                 | 1         |
| УКУПНО | 1.455  | 241              | 985          | 193            | 33                 | 3         |

| Пол    | Укупно                    | Пољопривреда, лов и шумарство | Рибарство                            | Вађење руде и камена | Прерађивачка индустрија       |
| ------ | ------------------------- | ----------------------------- | ------------------------------------ | -------------------- | ----------------------------- |
| Мушки  | 402                       | 222                           | 0                                    | 0                    | 96                            |
| Женски | 290                       | 184                           | 0                                    | 0                    | 44                            |
| УКУПНО | 692                       | 406                           | 0                                    | 0                    | 140                           |
| Пол    | Производња и снабдевање   | Грађевинарство                | Трговина                             | Хотели и ресторани   | Саобраћај, складиштење и везе |
| Мушки  | 5                         | 7                             | 28                                   | 2                    | 9                             |
| Женски | 0                         | 2                             | 25                                   | 3                    | 1                             |
| УКУПНО | 5                         | 9                             | 53                                   | 5                    | 10                            |
| Пол    | Финансијско посредовање   | Некретнине                    | Државна управа и одбрана             | Образовање           | Здравствени и социјални рад   |
| Мушки  | 0                         | 5                             | 8                                    | 7                    | 0                             |
| Женски | 3                         | 1                             | 2                                    | 9                    | 11                            |
| УКУПНО | 3                         | 6                             | 10                                   | 16                   | 11                            |
| Пол    | Остале услужне активности | Приватна домаћинства          | Екстериторијалне организације и тела | Непознато            | Непознато                     |
| Мушки  | 3                         | 0                             | 0                                    | 10                   | 10                            |
| Женски | 2                         | 0                             | 0                                    | 3                    | 3                             |
| УКУПНО | 5                         | 0                             | 0                                    | 13                   | 13                            |

## Занимљивости
У овом селу је рођена хармоникашица Радојка Живковић.